# Pável Pardo
Pável Pardo Segura, (Guadalajara, 26 de Julho de 1976) é um ex-futebolista mexicano.
Pável Pardo, a sua posição natural do meio-campista central, mas pode jogar como zagueiro sem problemas.

## Carreira
Ele começou a jogar no América do México em 1999. As ações tem sido com a equipe em diversas temporadas nas águias foi capitão, figura símbolo, e onde ele estabeleceu seu futebol. Tem desempenhado um total de 310 jogos com a nossa equipe (Apertura 2010, Jornada 13), venceu o Torneio de Verão de 2002 e Clausura 2005.
Com a estréia da equipe nacional no Tri sob o comando de Bora Milutinovic, que tinha sido mais ativa com Manuel Lapuente, Enrique Meza, foi igualmente considerado. Ricardo La Volpe foi sua última participação em um estágio mundo justo.
Tem mais de 100 jogos da equipe nacional. Ele também esteve envolvido em apenas como são os 96 Jogos Olímpicos de Atlanta em 1997 e 1999, edições da Copa América. Foi Copa do Mundo de 1998 na França e na Alemanha de 2006, o Brasil venceu a Copa das Confederações, realizada no México em 1999 e também estava na Copa das Confederações 2001. Ele participou em 1998 e 2003, na Copa Ouro, ambos ganharam o título de campeão. Pardo tem um grande historial. Em 24 de outubro chegou a 500 jogos no futebol mexicano.

## Aposentadoria
Anunciou sua aposentadoria em 19 de janeiro de 2013

## Títulos
- 2 Copa Ouro (1998 e 2003)
- 1 Copa das Confederações (1999)
- 2 Campeonatos Mexicano (Verão 2002 e Clausura 2005)
- 1 Copa dos Campeões da CONCACAF (2006)
- 1 Campeonato Alemão (2007)